# Бидгошч
Бѝдгошч (на полски: Bydgoszcz; на немски: Bromberg; на латински: Bydgostia) е град в Полша и столица на Куявско-Поморското войводство.
Административно е обособен в отделен градски окръг (повят) с площ 175,98 км2. Също така е административен център на Бидгошчки окръг без да е част от него.

## География
Градът се намира в историческата област Куявия.

## Население
Населението на града възлиза на 363 020 души (2012 г.). Гъстотата е 2063 души/км2.

## История
Градът е възникнал първоначално като рибарско селище, наречено Бидгошч. Постепенно се превръща в крепостно селище, обслужващо търговските маршрути по река Висла. Когато за първи път е посочено в писмени източници през 1238 г. е с ранг на феодално владение. Бидгошч е бил окупиран от Тевтонците в периода 1331 – 1337 г. Възвърнат е от Кажимеж III Велики, който впоследствие на 19 април 1346 г. му дава и статута на самостоятелен град. През следващите години в Бидгошч започват се заселват вълни от етнически германци и евреи.
През 15 и 16 век Бидгошч се развива и става център на търговията със зърно. През 1657 г. в Бидгошч е подписан и Бидгошчкият договор.
Следващите векове градът е част от наследството на Велика Полша чак до 1772, когато е анексиран от Кралство Прусия в първото разделение на Полша. По това време е бил построен и канал от Бидгошч към Накло над Нотеч, който е свързвал северната част на река Висла през Бърда към западните течения на река Нотеч, която на свой ред се влива в Одра през Варта.
През 1807 г. Бидгошч става част от Варшавското дуктство. През 1815 г. е преминал под управлението на Прусия като част от автономното Велико дукство на Познан и става главен град на Бромбергска област. След 1871 г. градът е част от германската провинция Позен. След Първата световна война и Великото полско въстание, през 1919 г. Бидгошч е върнат на Полша. През 1938 г. е предаден на Померанското войводство.
През периода 1939 – 1945 г., по времето на Втората световна война, Бидгошч е окупиран от Нацистка Германия и анексиран към Райхсгау Вартеланд (Reichsgau Wartheland). На 3 септември 1939 г., малко след началото на войната, става кръвопролитие известно като Бромбергска кървава неделя, в което загиват множество поляци и германци. Инцидентът е използван от нацистката пропагандна машина като повод за репресии над поляци, непосредствено след окупацията на Биргошч от Вермахта на 9 септември същата година. Евреите в града са били подложени на репресии, като хиляди са били екзекутирани или изпратени в концентрационните лагери. В Бидгошч е бил разположен Бромберг-Ост – женско подразделение на концлагера Стутхоф. Според  по време на Втората световна война 37 000 от жителите намират смъртта си.
През 1945 г. Бидгошч е освободен и върнат на Полша.

## Спорт
Градът е дом на футболния клуб Полония (Бидгошч).

## Известни личности
Родени в Бидгошч
- Радослав Шикорски (р. 1963), политик
- Георг фон Шлайниц (1834 – 1910), офицер
- Михал Винярски (р. 1983 г.), волейболист   * Збигнев Бонек (р.3 март 1958) футболист

## Побратимени градове
Към 26 май 2014 г. Бидгошч има сключени спогодби за партньорство с дванадесет града.
- Вилхелмсхафен, Германия
- Крагуевац, Сърбия
- Кременчук, Украйна
- Манхайм, Германия
- Нинбо, Китай
- Патрас, Гърция
- Павлодар, Казахстан
- Питещ, Румъния
- Пърт, Шотландия
- Реджо нел'Емилия, Италия
- Хартфорд, Кънектикът, САЩ
- Черкаси, Украйна